# Henri Padé
Henri Eugène Padé (17 de diciembre de 1863 - 9 de julio de 1953) fue un matemático francés conocido principalmente por sus técnicas de aproximación de funciones usando funciones racionales.
Estudió en la Escuela Normal Superior de París. Luego pasó un año en Leipzig y Gotinga.
De regreso en Francia en 1890, enseñó en Lille a la vez que preparaba su doctorado bajo supervisión de Charles Hermite. En su tesis doctoral describió lo que ahora se conoce como aproximación de Padé. Consiguió plaza de profesor asociado en la Universidad de Lille, en la que sucedió a Émile Borel como profesor de mecánica en la École centrale de Lille hasta 1902.
Entonces pasó a la Universidasd de Poitiers y llegó a ser rector de la Academia de Besançon y Dijon en 1923. Se jubiló en 1934 siendo rector de la Academia de Aix-Marseilles.